# Montpothier
Montpothier je francouzská obec v departementu Aube v regionu Grand Est. V roce 2011 zde žilo 335 obyvatel.

## Vývoj počtu obyvatel
Počet obyvatel 